# 脊鱗琴脂鯉
脊鱗琴脂鯉為輻鰭魚綱脂鯉目琴脂鯉亞目琴脂鯉科的其中一種，為熱帶淡水魚，分布於非洲奈及利亞尼日河流域，本魚吻長度超過眼直徑，胸鰭短，腹面長度超過胸鰭，鱗片強烈地有小齒狀突起，體淡黃色且有不規則的小黑點，體側具有二條垂直黑色-藍色的斜紋， 胸鰭黃色，其他的鰭黑色，體長可達58.6公分，棲息在底層水域，生活習性不明。

## 扩展阅读
維基物種上的相關：脊鱗琴脂鯉